# براد تورنر
براد تورنر هو لاعب هوكي الجليد كندي، ولد في 25 مايو 1968 في وينيبيغ في كندا.

## وصلات خارجية
- براد تورنر على موقع دوري الهوكي الوطني (الإنجليزية)
- براد تورنر على موقع قاعة مشاهير الهوكي (لاعب أن.إتش.أل) (الإنجليزية)
- براد تورنر على موقع EliteProspects.com (الإنجليزية)
- براد تورنر على موقع Eurohockey.com (الإنجليزية)
- براد تورنر على موقع HockeyDB.com (الإنجليزية)
- براد تورنر على موقع Hockey-Reference.com (الإنجليزية)
- براد تورنر على موقع IMDb (الإنجليزية)
- براد تورنر على موقع قاعدة بيانات الفيلم (الإنجليزية)